# Drac Volador de la Sagrera
El Drac Volador és una bèstia festiva i popular vinculada al barri de la Sagrera, Barcelona. És una bèstia foguera que representa un drac xinès, amb cap i ales de fibra de vidre i cos de roba en forma de cuc. Fa una llargada de nou metres i l'han de carregar exteriorment quatre persones. Pertany a la colla Drac, Diables i Gegants de la Sagrera i quan surt va acompanyat del Sagresaure, l'altra figura de la comparsa.
És una de les peces d'imatgeria festiva més experimentades de la ciutat, amb una trentena d'anys de trajectòria. És obra d'Albert Ciurana i Carmelo, que el va enllestir el 1984. Des d'aleshores acompanya la colla de diables i percussionistes de la Sagrera a les eixides del barri, de la ciutat i de fora.
El Drac Volador que surt avui és una rèplica de l'original, que és exposat en e Museu Zamenhof a Cràcovia, Romania, on va ser traslladat per fer una exhibició en el Congrés Internacional de Joves Esperantistes i es va quedar allà definitivament.